# Convocazioni alla Copa América Femenina 2014
Questa pagina elenca le giocatrici convocate per la Copa América Femenina a Ecuador 2014.

## Gruppo A

### Colombia
Selezionatore: Fabián Taborda
| N. | Pos. | Giocatore          | Data nascita (età)          | Pres. | Squadra              |
| -- | ---- | ------------------ | --------------------------- | ----- | -------------------- |
| 1  | P    | Paula Forero       | 25 gennaio 1992 (22 anni)   |       | Barry University     |
| 2  | D    | Fátima Montaño     | 2 ottobre 1984 (29 anni)    |       | Liga Vallecaucana    |
| 3  | D    | Natalia Gaitán     | 3 aprile 1991 (23 anni)     |       | Houston Aces         |
| 4  | C    | Diana Ospina       | 3 marzo 1989 (25 anni)      |       | Formas Íntimas       |
| 5  | D    | Melissa Ortiz      | 24 gennaio 1990 (24 anni)   |       | Boston Breakers      |
| 6  | C    | Daniela Montoya    | 22 agosto 1990 (24 anni)    |       | Formas Íntimas       |
| 7  | C    | Catalina Usme      | 25 dicembre 1989 (24 anni)  |       | Ind. Medellín        |
| 8  | A    | Ingrid Vidal       | 27 marzo 1986 (28 anni)     |       | CD Palmiranas        |
| 9  | A    | Oriánica Velásquez | 1º agosto 1989 (25 anni)    |       | Houston Aces         |
| 10 | C    | Yoreli Rincón      | 27 luglio 1993 (21 anni)    |       | Western NY Flash     |
| 11 | C    | Isabella Echeverri | 16 giugno 1994 (20 anni)    |       | Toledo Rockets       |
| 12 | P    | Sandra Sepúlveda   | 3 marzo 1988 (26 anni)      |       | Formas Íntimas       |
| 13 | D    | Ángela Clavijo     | 1º settembre 1993 (21 anni) |       | Club La Real         |
| 14 | D    | Nataly Arias       | 2 aprile 1986 (28 anni)     |       | Atlanta Silver Backs |
| 15 | A    | Tatiana Ariza      | 21 febbraio 1991 (23 anni)  |       | Houston Aces         |
| 16 | A    | Lady Andrade       | 10 gennaio 1992 (22 anni)   |       | Formas Íntimas       |
| 17 | D    | Carolina Arias     | 2 settembre 1990 (24 anni)  |       | CD Palmiranas        |
| 18 | A    | Katerin Castro     | 21 novembre 1991 (22 anni)  |       | Alnö                 |
| 19 | C    | Leicy Santos       | 16 maggio 1996 (18 anni)    |       | Club Besser          |
| 20 | A    | Laura Cosme        | 5 marzo 1992 (22 anni)      |       | Liga Vallecaucana    |
| 21 | C    | Mildrey Pineda     | 1º ottobre 1989 (24 anni)   |       | Liga Vallecaucana    |
| 22 | P    | Yineth Varón       | 23 giugno 1982 (32 anni)    |       | CD Palmiranas        |

### Ecuador
Selezionatore: Vanessa Arauz
| N. | Pos. | Giocatore          | Data nascita (età)         | Pres. | Squadra        |
| -- | ---- | ------------------ | -------------------------- | ----- | -------------- |
| 1  | P    | Shirley Berruz     | 6 gennaio 1991 (23 anni)   |       | Rocafuerte     |
| 2  | D    | Katherine Ortíz    | 16 febbraio 1991 (23 anni) |       | Rocafuerte     |
| 3  | D    | Nancy Aguilar      | 6 luglio 1985 (29 anni)    |       | 7 de Febrero   |
| 4  | D    | Merly Zambrano     | 7 dicembre 1981 (32 anni)  |       | Espuce         |
| 5  | C    | Mayra Olivera      | 22 agosto 1992 (22 anni)   |       | 7 de Febrero   |
| 6  | C    | Angie Ponce        | 14 luglio 1996 (18 anni)   |       | Rocafuerte     |
| 7  | C    | Ingrid Rodríguez   | 24 novembre 1991 (22 anni) |       | Rocafuerte     |
| 8  | A    | Erika Vásquez      | 4 agosto 1992 (22 anni)    |       | Rocafuerte     |
| 9  | A    | Giannina Lattanzio | 19 maggio 1993 (21 anni)   |       | Rocafuerte     |
| 10 | A    | Ambar Torres       | 21 dicembre 1994 (19 anni) |       | Rocafuerte     |
| 11 | A    | Carina Caicedo     | 23 luglio 1987 (27 anni)   |       | Dep. Quito     |
| 12 | P    | Andrea Vera        | 10 aprile 1993 (21 anni)   |       | San Francisco  |
| 13 | C    | Mayta Vásconez     | 4 giugno 1990 (24 anni)    |       | Carneras Ups   |
| 14 | C    | Inés Jhonson       | 10 dicembre 1989 (24 anni) |       | Rocafuerte     |
| 15 | C    | Sofía Carchipulla  | 3 febbraio 1990 (24 anni)  |       | San Francisco  |
| 16 | D    | Ligia Moreira      | 19 marzo 1992 (22 anni)    |       | Rocafuerte     |
| 17 | D    | Tamara Angulo      | 11 febbraio 1998 (16 anni) |       | Unión Española |
| 18 | C    | Adriana Barré      | 4 aprile 1995 (19 anni)    |       | Dep. Quito     |
| 19 | C    | Kerlly Real        | 7 novembre 1998 (15 anni)  |       | Dep. Quito     |
| 20 | A    | Denise Pesántes    | 14 gennaio 1988 (26 anni)  |       | Rocafuerte     |
| 21 | D    | Iliana Bowen       | 29 agosto 1994 (20 anni)   |       | Rocafuerte     |
| 22 | P    | Génesis Casierra   | 21 ottobre 1997 (16 anni)  |       | 7 de Febrero   |

### Perù
Selezionatore: Marta Tejedor
| N. | Pos. | Giocatore          | Data nascita (età)          | Pres. | Squadra                     |
| -- | ---- | ------------------ | --------------------------- | ----- | --------------------------- |
| 1  | P    | Sharol Taboada     | 5 novembre 1994 (19 anni)   |       |                             |
| 2  | C    | Scarleth Flores    | 12 agosto 1996 (18 anni)    |       |                             |
| 3  | D    | Karla Conga        | 23 gennaio 1994 (20 anni)   |       |                             |
| 4  | D    | Paula Pacheco      | 30 aprile 1993 (21 anni)    |       |                             |
| 5  | D    | Milagros Arruela   | 11 ottobre 1992 (21 anni)   |       |                             |
| 6  | D    | Carmen Quesada     | 12 marzo 1996 (18 anni)     |       |                             |
| 7  | C    | Amparo Chuquival   | 21 febbraio 1992 (22 anni)  |       |                             |
| 8  | C    | Sofía Pérez        | 25 gennaio 1993 (21 anni)   |       |                             |
| 9  | A    | Xioczana Canales   | 21 aprile 1999 (15 anni)    |       |                             |
| 10 | C    | Geraldine Cisneros | 14 gennaio 1996 (18 anni)   |       |                             |
| 11 | C    | Nahomi Martínez    | 5 aprile 1997 (17 anni)     |       |                             |
| 12 | P    | Maryory Sánchez    | 7 aprile 1997 (17 anni)     |       |                             |
| 13 | C    | María Cáceres      | 11 giugno 1996 (18 anni)    |       |                             |
| 14 | C    | Alejandra Ramos    | 1º luglio 1996 (18 anni)    |       | Walter Johnson High School  |
| 15 | C    | Melissa Díaz       | 26 ottobre 1983 (30 anni)   |       | Vallecas                    |
| 16 | D    | Yoselin Miranda    | 14 dicembre 1994 (19 anni)  |       |                             |
| 17 | D    | Aranxa Vega        | 26 agosto 1997 (17 anni)    |       |                             |
| 18 | A    | Dharet Vallenas    | 11 ottobre 1991 (22 anni)   |       |                             |
| 19 | A    | Lyana Chirinos     | 21 giugno 1992 (22 anni)    |       | Lindsey Wilson Blue Raiders |
| 20 | C    | Emily Flores       | 10 settembre 1990 (24 anni) |       |                             |
| 21 | P    | Piareli Valdivia   | 5 ottobre 1991 (22 anni)    |       |                             |
| 22 | D    | Cindy Novoa        | 10 agosto 1995 (19 anni)    |       |                             |

### Uruguay
Selezionatore: Fabiana Manzolillo
| N. | Pos. | Giocatore             | Data nascita (età)          | Pres. | Squadra        |
| -- | ---- | --------------------- | --------------------------- | ----- | -------------- |
| 1  | P    | Luciana Gómez         | 22 settembre 1984 (29 anni) |       | Nacional       |
| 2  | D    | Carina Felipe         | 3 marzo 1998 (16 anni)      |       | Nacional       |
| 3  | D    | Yanina Fernández      | 19 aprile 1994 (20 anni)    |       | Vida Nueva     |
| 4  | D    | Stephanie Lacoste     | 9 settembre 1996 (18 anni)  |       | River Plate    |
| 5  | C    | Cecilia Domeniguini   | 22 settembre 1991 (22 anni) |       | Colón (SF)     |
| 6  | C    | Lorena González       | 24 aprile 1989 (25 anni)    |       | Colón (SF)     |
| 7  | C    | Yesica Hernández      | 16 settembre 1988 (25 anni) |       | Cerro          |
| 8  | C    | Mariana Pion          | 19 dicembre 1992 (21 anni)  |       | Colón (SF)     |
| 9  | C    | Pamela González       | 28 settembre 1995 (18 anni) |       | Colón (SF)     |
| 10 | C    | Lourdes Viana         | 10 febbraio 1990 (24 anni)  |       | Cerro          |
| 11 | A    | Yamila Badell         | 1º marzo 1996 (18 anni)     |       | Colón (SF)     |
| 12 | P    | María Lucía Martínez  | 1º agosto 1996 (18 anni)    |       | Colón (SF)     |
| 13 | C    | Federica Silvera      | 13 febbraio 1993 (21 anni)  |       | Nacional       |
| 14 | D    | Valeria Colman        | 25 maggio 1990 (24 anni)    |       | Nacional       |
| 15 | A    | Edrit Viana           | 12 gennaio 1996 (18 anni)   |       | River Plate    |
| 16 | A    | Carolina Birizamberri | 9 luglio 1995 (19 anni)     |       | Bella Vista    |
| 17 | D    | Sabrina Soravilla     | 25 agosto 1996 (18 anni)    |       | Nacional       |
| 18 | A    | Adriana Castillo      | 5 maggio 1990 (24 anni)     |       | Cerro          |
| 19 | C    | Giovanna Yun          | 18 luglio 1992 (22 anni)    |       | River Plate    |
| 20 | C    | Aída Camaño           | 7 maggio 1984 (30 anni)     |       | Arachanas Melo |
| 21 | P    | Mariángeles Caraballo | 5 giugno 1997 (17 anni)     |       | Racing         |
| 22 | D    | María José Rodríguez  | 4 gennaio 1988 (26 anni)    |       | Colón (SF)     |

### Venezuela
Selezionatore: Kenneth Zseremeta
| N. | Pos. | Giocatore          | Data nascita (età)          | Pres. | Squadra                |
| -- | ---- | ------------------ | --------------------------- | ----- | ---------------------- |
| 1  | P    | Maleike Pacheco    | 20 ottobre 1993 (20 anni)   |       | UCV                    |
| 2  | D    | Petra Cabrera      | 19 maggio 1990 (24 anni)    |       | Trujillanos FC         |
| 3  | D    | Claudia Rodríguez  | 2 maggio 1995 (19 anni)     |       | Cachimbos FC           |
| 4  | D    | María Peraza       | 17 gennaio 1994 (20 anni)   |       | Caracas                |
| 5  | C    | Milagros Mendoza   | 11 dicembre 1987 (26 anni)  |       | Estudiantes de Guárico |
| 6  | D    | Soleidys Rengel    | 3 dicembre 1993 (20 anni)   |       | Deportivo Anzoátegui   |
| 7  | C    | Daniuska Rodríguez | 4 gennaio 1999 (15 anni)    |       | Seca Sports            |
| 8  | C    | Marialba Zambrano  | 17 giugno 1995 (19 anni)    |       | Dragonas Oriente       |
| 9  | A    | Deyna Castellanos  | 18 aprile 1999 (15 anni)    |       | Escuela Juan Arango    |
| 10 | C    | Lourdes Moreno     | 25 gennaio 1997 (17 anni)   |       | Potras FC              |
| 11 | A    | Gabriela García    | 2 aprile 1997 (17 anni)     |       | Asociación Sucre       |
| 12 | P    | Franyely Rodríguez | 21 settembre 1997 (16 anni) |       | Sport Valencia         |
| 13 | P    | Migdiel Gutiérrez  | 15 gennaio 1995 (19 anni)   |       | Máximo Viloria         |
| 14 | C    | Nubiluz Rangel     | 13 agosto 1993 (21 anni)    |       | Independiente La Fría  |
| 15 | C    | Karla Torres       | 4 giugno 1992 (22 anni)     |       | UCV                    |
| 16 | C    | Idalys Pérez       | 20 luglio 1996 (18 anni)    |       | Atlético Yara          |
| 17 | C    | Yenifer Giménez    | 3 maggio 1996 (18 anni)     |       | Máximo Viloria         |
| 18 | C    | Yusmery Ascanio    | 20 dicembre 1990 (23 anni)  |       | Colo-Colo              |
| 19 | A    | Carla Carvalho     |                             |       | Universidad Bello      |
| 20 | D    | Neidy Romero       | 14 febbraio 1995 (19 anni)  |       | UCV                    |
| 21 | C    | Leury Basanta      | 7 aprile 1993 (21 anni)     |       | Deportivo Anzoátegui   |
| 22 | D    | Tahicelis Marcano  | 12 aprile 1997 (17 anni)    |       | Deportivo Anzoátegui   |

## Gruppo B

### Argentina
Selezionatore: Luis Nicosia
| N. | Pos. | Giocatore             | Data nascita (età)          | Pres. | Squadra        |
| -- | ---- | --------------------- | --------------------------- | ----- | -------------- |
| 1  | P    | Elisabeth Minnig      | 6 gennaio 1987 (27 anni)    |       | Boca Juniors   |
| 2  | D    | Florencia Quiñones    | 26 agosto 1986 (28 anni)    |       | San Lorenzo    |
| 3  | D    | Noelia Espíndola      | 6 aprile 1992 (22 anni)     |       | San Lorenzo    |
| 4  | D    | Agustina Barroso      | 20 maggio 1993 (21 anni)    |       | UAI Urquiza    |
| 5  | C    | Fabiana Vallejos      | 30 luglio 1985 (29 anni)    |       | Boca Juniors   |
| 6  | D    | Adriana Sachs         | 25 dicembre 1993 (20 anni)  |       | Huracán        |
| 7  | C    | Vanesa Santana        | 3 settembre 1990 (24 anni)  |       | Boca Juniors   |
| 8  | A    | Mariana Larroquette   | 24 ottobre 1992 (21 anni)   |       | River Plate    |
| 9  | A    | Sole Jaimes           | 20 gennaio 1989 (25 anni)   |       | Foz Cataratas  |
| 10 | A    | Estefanía Banini      | 21 giugno 1990 (24 anni)    |       | Colo-Colo      |
| 11 | C    | Florencia Bonsegundo  | 14 luglio 1993 (21 anni)    |       | UAI Urquiza    |
| 12 | P    | Camila Roma           | 9 gennaio 1994 (20 anni)    |       | Boca Juniors   |
| 13 | C    | Camila Gómez Ares     | 26 ottobre 1994 (19 anni)   |       | Boca Juniors   |
| 14 | C    | Mercedes Pereyra      | 7 maggio 1987 (27 anni)     |       | River Plate    |
| 15 | A    | Yael Oviedo           | 22 maggio 1992 (22 anni)    |       | Foz Cataratas  |
| 16 | D    | Cecilia Ghigo         | 16 gennaio 1995 (19 anni)   |       | Boca Juniors   |
| 17 | D    | Aldana Cometti        | 3 marzo 1996 (18 anni)      |       | Boca Juniors   |
| 18 | C    | Micaela Cabrera       | 18 luglio 1997 (17 anni)    |       | San Lorenzo    |
| 19 | C    | Johanna Chamorro      | 27 aprile 1992 (22 anni)    |       | Huracán        |
| 20 | A    | Marianela Szymanowski | 27 marzo 1986 (28 anni)     |       | Rayo Vallecano |
| 21 | C    | Karen Vénica          | 25 gennaio 1992 (22 anni)   |       | UAI Urquiza    |
| 22 | P    | Laurina Oliveros      | 10 settembre 1993 (21 anni) |       | UAI Urquiza    |

### Bolivia
Selezionatore: Marco Sandy
| N. | Pos. | Giocatore            | Data nascita (età)          | Pres. | Squadra |
| -- | ---- | -------------------- | --------------------------- | ----- | ------- |
| 1  | P    | Blanca Aliaga        | 3 febbraio 1995 (19 anni)   |       |         |
| 2  | D    | Alejandra Montaño    | 7 aprile 1987 (27 anni)     |       |         |
| 3  | D    | Helen Maolo          | 23 dicembre 1988 (25 anni)  |       |         |
| 4  | C    | Ana Huanca           | 20 ottobre 1986 (27 anni)   |       |         |
| 5  | D    | Ericka Morales       | 17 dicembre 1994 (19 anni)  |       |         |
| 6  | C    | Ana Paula Rojas      | 17 luglio 1997 (17 anni)    |       |         |
| 7  | A    | Shirley Pérez        | 16 luglio 1979 (35 anni)    |       |         |
| 8  | C    | Virginia Ballesteros | 25 settembre 1988 (25 anni) |       |         |
| 9  | A    | Carla Méndez         | 30 gennaio 1997 (17 anni)   |       |         |
| 10 | A    | Janeth Morón         | 2 giugno 1988 (26 anni)     |       |         |
| 11 | A    | Eduarda Cuiza        | 5 gennaio 1980 (34 anni)    |       |         |
| 12 | P    | Nataly Méndez        | 13 ottobre 1987 (26 anni)   |       |         |
| 13 | D    | Griselda Álvarez     | 21 giugno 1982 (32 anni)    |       |         |
| 14 | D    | Gisela Arnez         | 3 dicembre 1993 (20 anni)   |       |         |
| 15 | C    | Neiza Flores         | 19 dicembre 1989 (24 anni)  |       |         |
| 16 | C    | Sonia Torihuano      | 28 novembre 1991 (22 anni)  |       |         |
| 17 | C    | Ángela Cárdenas      | 19 novembre 1993 (20 anni)  |       |         |
| 18 | C    | Kely Alonzo          | 29 settembre 1995 (18 anni) |       |         |
| 19 | C    | Elva Espinoza        | 28 ottobre 1984 (29 anni)   |       |         |
| 20 | A    | Ana María Rivera     | 23 ottobre 1993 (20 anni)   |       |         |
| 21 | D    | Claudia Galvis       | 3 giugno 1990 (24 anni)     |       |         |
| 22 | P    | Zaida Cerezo         | 3 febbraio 1995 (19 anni)   |       |         |

### Brasile
Selezionatore: Vadão
| N. | Pos. | Giocatore               | Data nascita (età)          | Pres. | Squadra         |
| -- | ---- | ----------------------- | --------------------------- | ----- | --------------- |
| 1  | P    | Luciana                 | 24 luglio 1987 (27 anni)    |       | Ferroviária     |
| 2  | D    | Fabiana                 | 4 agosto 1989 (25 anni)     |       | Centro Olímpico |
| 3  | D    | Bruna Soares            | 16 ottobre 1985 (28 anni)   |       | São José        |
| 4  | D    | Tayla                   | 9 maggio 1992 (22 anni)     |       | Ferroviária     |
| 5  | C    | Formiga                 | 3 marzo 1978 (36 anni)      |       | São José        |
| 6  | D    | Rilany                  | 26 giugno 1986 (28 anni)    |       | Ferroviária     |
| 7  | C    | Maurine                 | 9 giugno 1985 (29 anni)     |       | Ferroviária     |
| 8  | C    | Thaisa                  | 17 dicembre 1988 (25 anni)  |       | Ferroviária     |
| 9  | A    | Chu                     | 27 febbraio 1990 (24 anni)  |       | São José        |
| 10 | C    | Andressa Alves da Silva | 10 novembre 1992 (21 anni)  |       | São José        |
| 11 | A    | Cristiane               | 15 maggio 1985 (29 anni)    |       | Centro Olímpico |
| 12 | P    | Thaís Picarte           | 22 luglio 1982 (32 anni)    |       | Centro Olímpico |
| 13 | D    | Poliana                 | 6 febbraio 1991 (23 anni)   |       | São José        |
| 14 | D    | Calan                   | 8 marzo 1988 (26 anni)      |       | Centro Olímpico |
| 15 | D    | Mônica                  | 21 aprile 1987 (27 anni)    |       | Ferroviária     |
| 16 | D    | Tamires                 | 10 ottobre 1987 (26 anni)   |       | Centro Olímpico |
| 17 | C    | Bia                     | 7 ottobre 1985 (28 anni)    |       | Ferroviária     |
| 18 | C    | Andressinha             | 1º maggio 1995 (19 anni)    |       | Kindermann      |
| 19 | A    | Darlene                 | 11 gennaio 1990 (24 anni)   |       | Rio Preto       |
| 20 | A    | Giovânia                | 31 ottobre 1985 (28 anni)   |       | São José        |
| 21 | C    | Raquel                  | 9 giugno 1985 (29 anni)     |       | Ferroviária     |
| 22 | P    | Andréia Suntaque        | 14 settembre 1977 (36 anni) |       | Portuguesa      |

### Cile
Selezionatore: Ronnie Radonich
| N. | Pos. | Giocatore          | Data nascita (età)         | Pres. | Squadra                |
| -- | ---- | ------------------ | -------------------------- | ----- | ---------------------- |
| 1  | P    | Christiane Endler  | 23 luglio 1991 (23 anni)   |       | Chelsea                |
| 2  | D    | Bárbara Muñoz      | 2 gennaio 1992 (22 anni)   |       | Audax Italiano         |
| 3  | D    | Carla Guerrero     | 23 dicembre 1987 (26 anni) |       | Colo-Colo              |
| 4  | D    | Francisca Lara     | 29 luglio 1990 (24 anni)   |       | Colo-Colo              |
| 5  | D    | Leticia Torres     | 30 maggio 1994 (20 anni)   |       | Univ. of San Francisco |
| 6  | C    | Yorky Arriagada    | 31 maggio 1993 (21 anni)   |       | Audax Italiano         |
| 7  | D    | Loreto Rojas       | 6 giugno 1992 (22 anni)    |       | Audax Italiano         |
| 8  | C    | Karen Araya        | 16 ottobre 1990 (23 anni)  |       | Santiago Morning       |
| 9  | A    | Francisca Moroso   | 20 marzo 1993 (21 anni)    |       | Colo-Colo              |
| 10 | C    | Yanara Aedo        | 5 agosto 1993 (21 anni)    |       | Colo-Colo              |
| 11 | A    | Fernanda Araya     | 12 ottobre 1994 (19 anni)  |       | Universidad de Chile   |
| 12 | P    | Fernanda Cárdenas  | 12 giugno 1997 (17 anni)   |       | Colo-Colo              |
| 13 | D    | Tatiana Pérez      | 23 ottobre 1988 (25 anni)  |       | Santiago Morning       |
| 14 | C    | Daniela Pardo      | 9 maggio 1988 (26 anni)    |       | Santiago Morning       |
| 15 | A    | Daniela Zamora     | 13 novembre 1990 (23 anni) |       | Universidad de Chile   |
| 16 | C    | Maryorie Hernández | 20 marzo 1990 (24 anni)    |       | Palestino              |
| 17 | C    | Fernanda Pinilla   | 11 giugno 1993 (21 anni)   |       | Audax Italiano         |
| 18 | D    | Camila Sáez        | 17 ottobre 1994 (19 anni)  |       | Colo-Colo              |
| 19 | C    | Yessenia Huenteo   | 30 ottobre 1992 (21 anni)  |       | Colo-Colo              |
| 20 | D    | Su Helen Galaz     | 27 maggio 1991 (23 anni)   |       | Santiago Morning       |
| 21 | C    | Melisa Rodríguez   | 21 febbraio 1995 (19 anni) |       | Colo-Colo              |
| 22 | P    | Natalia Campos     | 12 gennaio 1992 (22 anni)  |       | Univ. Católica         |

### Paraguay
Selezionatore: Julio Gómez
| N. | Pos. | Giocatore           | Data nascita (età)          | Pres. | Squadra |
| -- | ---- | ------------------- | --------------------------- | ----- | ------- |
| 1  | P    | Gloria Saleb        | 12 giugno 1991 (23 anni)    |       |         |
| 2  | D    | Jennifer Mora       | 11 novembre 1996 (17 anni)  |       |         |
| 3  | D    | Tania Riso          | 26 gennaio 1994 (20 anni)   |       |         |
| 4  | D    | Rebeca Romero       | 11 maggio 1989 (25 anni)    |       |         |
| 5  | D    | Verónica Riveros    | 23 aprile 1987 (27 anni)    |       |         |
| 6  | C    | Jacqueline González | 2 ottobre 1991 (22 anni)    |       |         |
| 7  | C    | Angélica Vázquez    | 14 dicembre 1990 (23 anni)  |       |         |
| 8  | C    | Lourdes Ortiz       | 1º luglio 1987 (27 anni)    |       |         |
| 9  | C    | Dulce Quintana      | 6 febbraio 1989 (25 anni)   |       |         |
| 10 | A    | Ana Fleitas         | 8 agosto 1992 (22 anni)     |       |         |
| 11 | A    | Fany Gauto          | 19 agosto 1992 (22 anni)    |       |         |
| 12 | P    | Cristina Recalde    | 29 settembre 1994 (19 anni) |       |         |
| 13 | D    | Sady Salinas        | 27 ottobre 1994 (19 anni)   |       |         |
| 14 | D    | Belén Benítez       | 18 dicembre 1995 (18 anni)  |       |         |
| 15 | C    | Fanny Godoy         | 21 gennaio 1998 (16 anni)   |       |         |
| 16 | C    | Mercedes Núñez      | 29 luglio 1986 (28 anni)    |       |         |
| 17 | D    | Natalia Gonzales    | 31 dicembre 1989 (24 anni)  |       |         |
| 18 | A    | Rebeca Fernández    | 1º dicembre 1991 (22 anni)  |       |         |
| 19 | A    | Jessica Martínez    | 14 giugno 1999 (15 anni)    |       |         |
| 20 | D    | Jessica Santacruz   | 22 gennaio 1990 (24 anni)   |       |         |
| 21 | A    | Liza Larrea         | 7 novembre 1992 (21 anni)   |       |         |
| 22 | P    | Alicia Bobadilla    | 5 giugno 1994 (20 anni)     |       |         |